# Klassische Probleme der antiken Mathematik
Die klassischen Probleme der antiken Mathematik bestehen aus drei Aufgaben aus der Geometrie, die die Experten über lange Zeit beschäftigten:
- die Quadratur des Kreises (aus einem gegebenen Kreis in endlich vielen Schritten ein Quadrat mit demselben Flächeninhalt zu konstruieren);
- die Dreiteilung des Winkels, auch Winkeltrisektion genannt (einen beliebigen Winkel in drei gleich große Winkel unterteilen);
- die Würfelverdoppelung, auch Verdoppelung des Kubus oder Delisches Problem genannt (das Volumen eines gegebenen Würfels zu verdoppeln).

Lösungen durften nur in endlich vielen Schritten mit den sogenannten Euklidischen Werkzeugen, d. h. mit Zirkel und einem Lineal ohne Maßeinteilungen, herbeigeführt werden. Erst im 19. Jahrhundert konnte mit algebraischen Methoden für alle drei Probleme bewiesen werden, dass sie im Allgemeinen mit diesen einfachen Hilfsmitteln nicht lösbar sind.

## Beweise der Unlösbarkeit
Carl Friedrich Gauß und Évariste Galois leisteten wichtige Vorarbeiten. Die endgültigen Beweise zur Winkeldrittelung und Würfelverdoppelung fand Pierre Laurent Wantzel im Jahr 1837, der Beweis der Unmöglichkeit der Quadratur des Kreises wurde im Jahr 1882 von Ferdinand von Lindemann durch den Beweis der Transzendenz der Kreiszahl {\displaystyle \pi } erbracht.